# Берш (Ду)
Берш (фр. Berche) насеље је и општина у источној Француској у региону Франш-Конте, у департману Ду која припада префектури Монбелијар.
По подацима из 2011. године у општини је живело 465 становника, а густина насељености је износила 149,52 становника/km². Општина се простире на површини од 3,11 km². Налази се на средњој надморској висини од 306 метара (максималној 448 m, а минималној 305 m).

## Демографија
| 1962. | 1968. | 1975. | 1982. | 1990. | 1999. | 2011. |
| ----- | ----- | ----- | ----- | ----- | ----- | ----- |
| 144   | 184   | 266   | 367   | 489   | 428   | 465   |

График промене броја становника у току последњих година